# آلن هابسون
آلن هابسون (انگلیسی: Allan Hobson؛ ۳ ژوئن ۱۹۳۳ – ۷ ژوئیهٔ ۲۰۲۱) روان‌پزشک آمریکایی بود. وی بیشتر برای پژوهش در زمینه خواب حرکت چشم تند شناخته شده‌است. هابسون در هارتفورد، کنتیکت بزرگ شد.
او طی سال‌ها در بیمارستان‌ها و آزمایشگاه‌های تحقیقاتی متعددی کار کرد و مدیر آزمایشگاه نوروفیزیولوژی در مرکز سلامت روان ماساچوست شد.
هابسون برای کارهایش برنده چهار جایزه شد:
- پذیرش در انجمن پزشکی بویلستون
- مدال طلای بنجامین راش برای بهترین نمایشگاه علمی
- عضو افتخاری انجمن روان‌پزشکی آمریکا از ۱۹۷۸
- دریافت‌کننده جایزه دانشمند متمایز انجمن تحقیقات خواب در ۱۹۹۸